# Аккерманське родовище залізних руд
Аккерманське родовище залізних руд — комплексне родовище залізних руд та флюсового вапняку в Оренбурзькій обл. РФ.

## Характеристика
Нижньокам’яновугільні  вапняки родов. потужністю до 300 м складають синкліналь півн.-зах. простягання (довж. бл. 12 км, шир. 2-3 км). На поверхні розмитих і закарстованих вапняків залягають заліз. руди (від 1 до 50 м), представлені сидеритами (ниж. горизонт) з 27% Fe, природно-легованими бурими залізняками (32% Fe), а також нікель, хром, кобальт. 

## Технологія розробки
Родовище розробляється до глиб. 40-80 м кар’єром.
Рудник включає кар’єр та дві дробильно-сортувальні ф-ки. 